# Edesa (gmina)
Edesa (gr. Δήμος Έδεσσας, Dimos Edesas) – gmina w Grecji, w administracji zdecentralizowanej Macedonia-Tracja, w regionie Macedonia Środkowa, w jednostce regionalnej Pella. W 2011 roku liczyła 28 814 mieszkańców. Powstała 1 stycznia 2011 roku w wyniku połączenia dotychczasowych gmin Wegoritida i Edesa. Siedzibą gminy jest Edesa.